# 길거리 축구

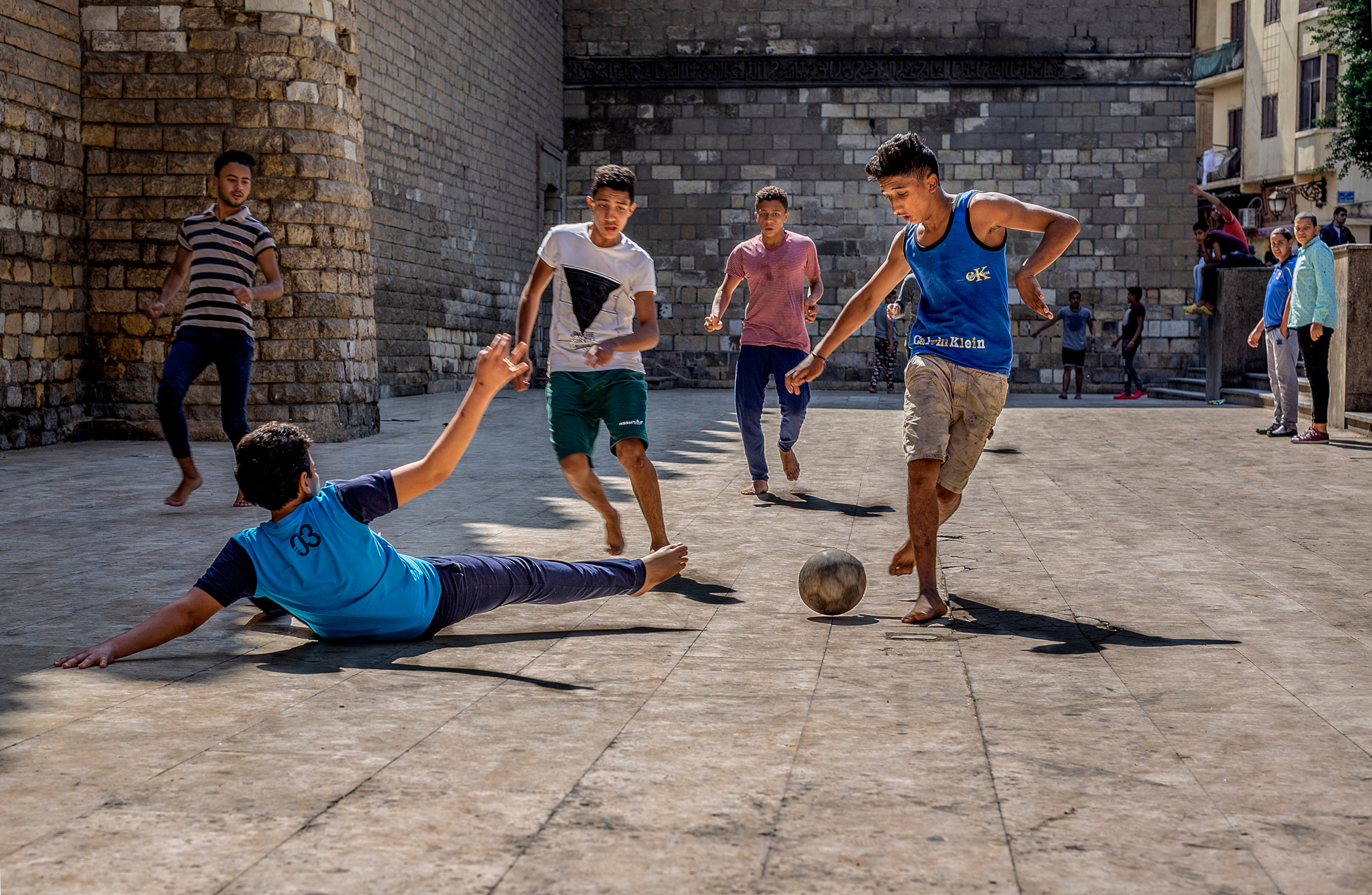
이집트의 길거리 축구

길거리 축구(street football)은 길거리에서 단순화된 규칙에 따라 플레이하는 축구의 일종이다. 이러한 비공식 픽업 게임은 넓은 필드, 필드 표시, 골 장치 및 코너 플래그, 팀당 11명의 선수 또는 경기 임원(심판 및 부심)과 같은 공식 축구 게임의 요구 사항을 반드시 따르지는 않는다. 요한 크라위프, 펠레, 주세페 메아차, 이몬 더피, 에우제비우, 데얀 사비체비치, 크리스티아누 호날두,마르셀루등 많은 유명한 프로 선수들이 길거리에서 축구하는 법을 배웠다.

## 배경
길거리 축구는 협회 축구보다는 해변 축구나 풋살과 더 유사하다. 골로 사용되는 벽이나 울타리가 있는 공 또는 골 포스트에 사용되는 의류와 같은 물건이 수반된다.
어떤 경우에는 표준 공을 사용할 수 없으며 길거리 축구는 버려진 플라스틱과 같은 쓰레기로 만든 공에 의존한다. 카쿠마(Kakuma) 난민캠프의 길거리 축구를 묘사한 핸드왈라 브와나(Handwalla Bwana)는 "우리는 쓰레기 공을 만들곤 했다. 우리는 쓰레기통을 뒤져 가능한 한 많은 축구공을 만들곤 했다"라고 말했다. 요한 크루이프는 "거리에서 뛰는 축구선수가 훈련받은 코치보다 더 중요하다"고 말했다.
거리와 열린 공간에서 이러한 비공식적인 게임을 쉽게 즐길 수 있기 때문에 축구는 세계에서 가장 인기 있는 스포츠가 되었다.
길거리 축구는 헤딩, 발리, 웸블리 싱글과 같은 게임이 전역에서 인기를 누리는 영국에서 특히 인기가 높다.

## 같이 보기
- 스트리트볼